# كريستينا رودريغيز
كريستينا رودريغيز (بالإسبانية: Cristina Rodríguez)‏ هي صحفية ومؤرخة وكاتِبة إسبانية، ولدت في 1972 في إسبانيا.